# Grande Hotel (livro)
Grande Hotel é um livro de Vicki Baum, escrito em 1929, cujo título original em alemão é "Menschen in Hotel", que foi a base para o filme de 1932 Grand Hotel.
O livro conta as histórias entrelaçadas de várias personagens que transitam por um hotel situado em Berlim, o qual dá título ao verbete.
Participam do enredo uma bailarina russa em decadência (Grusinskaia), um barão inescrupuloso que tenta enganá-la (Barão von Geigern) e um empregado de escritório (Kringelein) que, sabendo estar próxima a sua morte, decide viver com fausto seus últimos dias.